# Pablo Urbanyi
Pablo Urbanyi (Ipolyág, Hungría, 1939-27 de abril de 2024) fue un escritor y periodista eslovaco nacionalizado argentino. 

## Biografía
Integrante de una familia modesta, llegó a Argentina cuando tenía siete años. Realizó distintos trabajos y se dedicó a escribir cuentos y novelas caracterizados por el tono irónico. Durante el Proceso de Reorganización Nacional se radicó en Canadá, donde escribió la mayor parte de sus libros. Trabajó como profesor de español y conferencista.

## Obra
Su primer libro Noche de revolucionarios, un conjunto de cuentos, fue publicado en 1972. Tres años después, en 1975, apareció su novela policial Un revólver para Mack. Ya radicado en Ottawa escribió Concurso (1981), De todo un poco (1988), publicado en inglés con el título The Nowhere Idea y en francés como L'ideé fixe. Le siguieron: De todo un poco, de mucho, poco; Silver y Puesta de sol, entre otros.